# Шквирін Ігор Анатолійович
Ігор Анатолійович Шквирін (рос. Игорь Анатольевич Шквырин, узб. Igor Anatolyevich Shkvirin; нар. 29 квітня 1963, Ташкент) — радянський та узбецький футболіст, що грав на позиції нападника. По завершенні ігрової кар'єри — футбольний тренер. Відомий насамперед виступами за футбольний клуб «Пахтакор», у складі якого був срібним призером турніру першої ліги СРСР та найкращим бомбардиром турніру, а також чемпіоном та володарем Кубку Узбекистану; дніпропетровський «Дніпро», у складі якого був чемпіоном СРСР 1988 року; низку ізраїльських клубів; індійські «Мохун Баган» (у складі якого був чемпіоном Індії і кращим бомбардиром чемпіонату) та «Черчілл Бразерс» (у складі якого був бронзовим призером чемпіонату); малайзійський «Паханг», у складі якого був чемпіоном Малайзії та фіналістом Кубку Малайзії; а також за виступами у національній збірній Узбекистану, у складі якої став переможцем Азійських ігор 1994 року. Тривалий час очолював тренерський штаб узбецького клубу «Алмалик», залишив клуб наприкінці 2016 року. У 2017 році очолив футбольний клуб «Согдіана», проте наприкінці 2017 року залишив клуб., пізніше очолював узбецький клуб «Турон».

## Клубна кар'єра
Ігор Шквирін народився в Ташкенті. Із шести років розпочав займатися стрибками у воду, пізніше займався самбо, але ці види спорту не викликали в нього тривалого захоплення, і він врешті вибрав заняття у секції футболу. Розпочав кар'єру матчами на першість області. Уже з 17 років розпочав виступати за клуб радянської другої ліги з Узбекистану «Янгієр». Уже в 18-річному віці його заробітна платня (700 радянських карбованців) значно перевищувала зарплату матері, яка працювала медичною сестрою (90 карбованців).
У 1983 році здібного молодого нападника помітив тодішній головний тренер ташкентського «Пахтакора» Іштван Секеч і запросив до найсильнішої на той час команди республіки. Починав Ігор Шквирін у «Пахтакорі» матчами за дублюючий склад, і після результативного початку гри за дубль ташкентського клубу був переведений до основного складу команди. Уже у першому матчі у вищому дивізіоні із «Дніпром» Шквирін зумів вразити ворота суперників, але гол не було зараховано. Поступово молодий нападник завоював постійне місце в основі «Пахтакора», і у сезоні 1984 року він став кращим бомбардиром команди, хоча цей сезон у цілому для команди виявився невдалим — «Пахтакор» вилетів із вищої союзної ліги.
У «Пахтакорі» Шквирін виступав до кінця 1985 року. Оскільки йому підійшов термін служити строкову службу в Радянській Армії, колишній тренер Шквиріна Іштван Секеч, який тоді очолював львівський армійський клуб СКА «Карпати», запросив його на перегляд до своєї команди. Після успішного перегляду в команді та знайомства з командуюючим округом Шквиріна не лише прийняли до команди, але й призвали в армію заднім числом, так що армійська служба у нього тривала на півроку менше. У львівську команду перейшов також із Узбекистану ще й Володимир Кухлевський. Але виступи за армійців Львова розпочались для Шквиріна невдало, він травмувався, і на звичний рівень вийшов лише в другому сезоні виступів за армійський клуб. Після закінчення служби в армії нападник вирішив повернутись у «Пахтакор», керівництво якого пообіцяло футболісту квартиру, але не виконало обіцянки. В результаті Шквирін вирішив перейти до складу дніпропетровського «Дніпра», клуб «Пахтакор» хотів заблокувати цей трансфер, а ташкентські газети водноголос називали Шквиріна як хапугу і рвача. У «Дніпрі» Шквирін розпочав виступи у другому для команди чемпіонському році, а наступний рік ознаменувався виграшем Кубка СРСР, а також Кубка Федерації футболу СРСР. Але за цей період Шквирін зіграв лише 14 матчів у чемпіонаті СРСР та 4 гри на кубок, і вирішив повернутися до «Пахтакора».
Наступний сезон сам Шквирін вважає найкращим у своїй кар'єрі. За сезон нападник забив у ворота суперників 37 м'ячів, що є третім результатом у турнірах першої ліги СРСР за весь період її існування; і зробив найбільший внесок у повернення «Пахтакора» до вищої ліги. У 1991 році «Пахтакор» повернувся до вищої ліги, й Шквирін і там продовжував грати основну роль в наступальній ланці команди, відзначившись за сезон 14 разів у воротах суперників. Це був останній чемпіонат Радянського Союзу, і все частіше кращими радянськими футболістами почали цікавитись представники зарубіжних клубів. Спеціально на перегляд Ігора Шквиріна до Ташкента приїжджали представники французького «Сент-Етьєна», але «Пахтакор» не влаштувала компенсація за футболіста в розмірі 400 тисяч доларів, а 800 тисяч доларів представники французької команди відмовились платити, і трансфер не відбувся.
Шквирін дограв у «Пахтакорі» до кінця сезону 1991 року, і, разом із Мірджалолом Касимовим і Геннадієм Денисовим відбув у оренду до владикавказького «Спартака», який розпочав виступи у вищій лізі Росії. У першому ж матчі за новий клуб із московським ЦСКА Шквирін забиває гол у ворота суперників, що допомогло осетинському клубу здолати армійців з рахунком 2-0. Усього за владикавказців форвард із Ташкента зіграв 10 матчів та забив у них 5 м'ячів. По закінченні орендного терміну футболіст вирішив спробувати свої сили в зарубіжному чемпіонаті, й за сприяння відомого футболіста Євгена Мілевського відбув до Австрії на перегляд до клубу «Форвертс» (Штайр), але умови австрйського клубу не задовольнили футболіста, і він покинув Австрію. Далі Шквирін поїхав на перегляд до бельгійського «Локерена», але не підійшов клубу. Від свого агента Ігор Шквирін дізнався про те, що в сусідніх Нідерландах проводить передсезонний збір ізраїльський клуб «Маккабі» з Тель-Авіва. Футболіст сподобався головному тренеру Авраму Гранту, але у зв'язку з введеним у ізраїльській лізі ліміту на легіонерів (не більше двох у команді) Шквиріну відмовили в тель-авівському клубі, але інший клуб з цього міста — «Хапоель» — вирішив запросити нападника за рекомендацією Гранта. На передсезонних зборах Шквирін зумів виявити свої найкращі якості, але в клубі швидко змінився тренер, який мав інші уявлення про футбольну тактику, і на початку сезону Шквирін грав і забивав менше. Але за півроку цього тренера попросили з посади, а новий тренер зумів знайти правильне місце на полі для Шквиріна, і за друге коло той забив 13 м'ячів. Далі в клубі почались проблеми з фінансами, і у середині наступного сезону нападник перейшов до іншого ізраїльського клубу — «Маккабі» з Нетаньї, де він провів наступний рік своєї кар'єри.
Після успішного виступу на Азійських іграх 1994 року Ігор Шквирін отримав вигідну у фінансовому плані пропозицію від малайзійського клубу «Паханг», яку спонсорував один із місцевих принців та керівників місцевої федерації футболу, та син президента АФК. У клубі Шквирін став заміною співвітчизнику Азамату Абдураїмову, який поїхав грати у чемпіонат Саудівської Аравії. Сезон у Малайзії видався для нападника досить успішним, він став одним із кращих бомбардирів команди і чемпіоном Малайзії у складі свого нового клубу. Але найпрестижніший турнір країни — Кубок Малайзії — «Пахангу» виграти не вдалось, команда поступилась у фінальному матчі з рахунком 0-1. Ігор Шквирін зумів відзначитись у цьому матчі, але взяття воріт суддя матчу не зарахував.
Після вояжу до Малайзії Ігор Шквирін повернувся до Ізраїлю, і виступав там ще протягом трьох років у складі чотирьох команд — «Бней-Єгуда», «Маккабі» (Герцлія), «Маккабі» (Петах-Тіква) та «Маккабі» (Яффо), але більше року в кожній із цих команд не затримався. У середині 1998 року нападник вирішив повернутись до Ташкента. Основною причиною такого рішення стало те, що молодший син футболіста мав іти у перший клас школи, а Шквирін вирішив, що краще для сина навчатися в Узбекистані. Розпочавши сезон із середини, за 14 матчів чемпіонату форвард вразив ворота суперників 22 рази у 14 матчах, і разом із Мірджалолом Касимовим став кращим бомбардиром чемпіонату Узбекистану з футболу, та допоміг клубу стати чемпіоном країни.
Виступав Шквирін і в чемпіонаті Узбекистану 1999 року, а у міжсезонні вирішив спробувати свої сили в індійському чемпіонаті і отримав запрошення від клубу «Мохун Баган» із Колкати. Протягом чотирьох місяців, які провів у складі команди, Шквирін став кращим бомбардиром чемпіонату та допоміг своєму першому індійському клубу стати чемпіоном країни. Бенгальський клуб запропонував Шквиріну увійти до тренерського штабу команди після наступного чемпіонату Індії, і навіть оформив футболісту візу на наступний рік, але тодішній головний тренер команди зумів заблокувати це рішення, оскільки вважав, що Шквирін хоче зайняти його місце. У результаті узбецький форвард знову таки поїхав до Індії, але до іншого клубу — «Черчілл Бразерс» зі штату Гоа, в якій розпочав роботу головним тренером узбецький спеціаліст Григорій Цейтлін. У цьому клубі Шквирін став кращим бомбардиром у чемпіонаті, відзначившись 12 разів у воротах суперників, а разом із командою став бронзовим призером чемпіонату.
Після другого повернення з Індії Ігор Шквирін виступав у чемпіонаті Узбекистану 2001 року, у якому команда стала срібним призером, та допоміг клубу виграти Кубок Узбекистану, після чого завершив виступи на футбольних полях.

## Виступи за збірну
Ігор Шквирін дебютував у національній збірній Узбекистану 17 червня 1992 року в її першому офіційному матчі зі збірною Таджикистану, і перший м'яч збірної на рахунку саме Ігора Шквиріна. Але найяскравішим виступом Шквиріна в національній команді є участь у Азійських іграх 1994 року в Японії. Федерація футболу Узбекистану лише в останній момент знайшла кошти для участі команди в змаганнях, футболістам не виплачували добових на початковому етапі змагань (на відміну від решти узбецької делегації), але, незважаючи на такі умови, збірна Узбекистану виграла турнір, а Ігор Шквирін став кращим бомбардиром турніру (8 м'ячів у 7 іграх) та кращим гравцем турніру. Але надалі збірна Узбекистану виступала не так успішно, не зуміла подолати відбірковий етап Кубка Азії та чемпіонату світу 1998 року. Всього за збірну Ігор Шквирін зіграв 30 матчів, у яких відзначився 20 разів.

## Тренерська кар'єра
Після невеликої перерви по закінченні кар'єри гравця Ігор Шквирін розпочав тренерську кар'єру. Він закінчив тренерські курси АФК і отримав ліцензію «В». У 2003 році Ігор Шквирін увійшов до тренерського штабу російського клубу «Крилья Совєтов». У 2005 році Ігор Шквирін став головним тренером узбецького клубу «Кизилкум», а у 2007 році одночасно працював і у тренерському штабі олімпійської збірної Узбекистану, та працював на цих посадах до кінця 2007 року, та був призначений головним тренером іншого узбецького клубу — «Алмалик», на якій посаді працює натепер. У 2009 році Ігор Шквирін визнаний кращим тренером року Узбекистану. У 2008—2010 роках Ігор Шквирін працював також помічником головного тренера національної збірної Узбекистану. Проте після зайнятого 13-го місця у сезоні 2016 року керівництво клубу «Алмалик» звільнило Шквиріна з поста головного тренера команди. У 2017 році колишній футболіст став головним тренером іншої узбецької команди вищої ліги — «Согдіана», проте в кінці сезону Шквирін покинув клуб, поступившись місцем на чолі команди Олександру Мочинову. Після відходу з «Согдіани» працював тренером-селекціонером клубу «Алмалик». У середині 2021 року Ігор Шквирін очолив клуб вищого узбецького дивізіону «Турон», кілька місяців після цього клуб не знав поразок, проте пізніше результати команди різко погіршились, і після втрати шансів втриматися в лізі ще до закінчення сезону тренер подав у відставку.

## Життя поза футболом
Ігор Шквирін одружений, і має з дружиною двох синів, молодший з яких, Микита Шквирін, також є футболістом, і грав за російський клуб «Чертаново» та узбецький «Алмалик».
У 1994 році після перемоги у складі команди на Азійських іграх Ігор Шквирін разом із іншими переможцями ігор та їх тренерами бу нагороджений державною нагородою Республіки Узбекистан — медаллю «Шухрат».
У 2015 році узбецький історик та статистик футболу Володимир Сафаров випустив біографічну книгу про Ігора Шквиріна під назвою «Одіссея форварда» (рос. Одиссея форварда).

## Цікаві факти
Ігор Шквирін у дитинстві мріяв стати військовим, але він трохи картавив, і на медичній комісії у військкоматі йому відмовили у поступанні в суворівське училище на цій основі. У інтерв'ю Шквирін виявив велику подяку цій жінці-лікарю, яка не дала йому можливості стати військовим, і дала поштовх до його кар'єри футболіста.

## Титули і досягнення

### Командні
«Дніпро» (Дніпропетровськ)
- Чемпіон СРСР: 1988
- Володар Кубка Федерації футболу СРСР — 1989[10]

«Пахтакор»
- Чемпіон Узбекистану: 1998
- Володар Кубку Узбекистану: 2001

«Паханг»
- Чемпіон Малайзії: 1995
- Фіналіст Кубку Малайзії: 1995

«Мохун Баган»
- Чемпіон Індії: 2000

Збірна Узбекистану
- Азійські ігри:

- Золото: 1994

### Особисті
- Кращий бомбардир чемпіонату СРСР у першій лізі — 1990 (37 м'ячів).
- Кращий бомбардир футбольного турніру Азійських ігор — 1994 (8 м'ячів).
- Кращий гравець футбольного турніру Азійських ігор — 1994.
- Кращий футболіст Узбекистану — 1994.
- Кращий бомбардир чемпіонату Узбекистану — 1998 (22 м'ячі).
- Кращий бомбардир чемпіонату Індії — 2000 (11 м'ячів).
- Тренер року в Узбекистані — 2009.